# Georges-Albert-Edmond Loiseau
Georges-Albert-Edmond Loiseau, francoski general, * 20. oktober 1872, † 20. april 1944.